# Csermend
Csermend (szlovákul Čermany, németül Tscherman) község Szlovákiában, a Nyitrai kerület Nagytapolcsányi járásában.

## Fekvése
Nagytapolcsánytól 16 km-re délnyugatra fekszik.

## Története
1257-ben "Chermen" néven említik először. 1264-ben "Chermel", 1285-ben "Chermen", 1330-ban "Churmen" alakban említik. Első, Szent Imre herceg tiszteletére szentelt temploma 1294-ben már állt. Kezdetben a Vicsápi család birtoka, majd több család osztozott rajta. 1715-ben szőlőskertje és 11 háztartása volt. 1753-ban 36 család élt a faluban. 1787-ben 41 házában 314 lakos élt. 1828-ban 45 házát 315-en lakták. 1860-ban a Splényiektől Hannoverből és Oldenburgból érkezett német telepesek vásárolták meg. Lakói favágók, erdei munkások, földművesek voltak.
Vályi András szerint "CSERMÉND. Csermányi. Tót falu Nyitra Vármegyében, birtokosai Bazsó, ’s Péterfy Uraságok, lakosai katolikusok, fekszik halmon Nagy Tapoltsántól egy mértföldnyire; vagyon ugyan szőleje is, és legelője elegendő, földgye első Osztálybéli, piatzozása, malma mint Bodóknak; de mivel tsekély tűzi fája lévén, tsak venyegével tüzelnek, és réttyei második Osztálybéliek, ugyan a’ második Osztályba számláltatott."
Fényes Elek szerint "Csermend, (Csermely), tót falu, Nyitra vgyében, 250 kath., 10 evang., 11 zsidó lak. Erdő; szőlőhegy; katholikus paroch. templom. F. u. gr. Berényi Sigmond. Ut. p. Nagy-Ripény."
A trianoni békeszerződésig Nyitra vármegye Nagytapolcsányi járásához tartozott.

## Népessége
| Év:            | 1994. | 2004.   | 2014.   | 2024. |
| -------------- | ----- | ------- | ------- | ----- |
| Emberek száma: | 397   | 385     | 366     | 366   |
| Eltérés:       |       | -3,02 % | -4,93 % | +0 %  |

| Év:            | 2023. | 2024.   |
| -------------- | ----- | ------- |
| Emberek száma: | 363   | 366     |
| Eltérés:       |       | +0,82 % |

1880-ban 509 lakosából 2 magyar, 280 német és 205 szlovák anyanyelvű volt.
1890-ben 496 lakosából 6 magyar, 285 német és 204 szlovák anyanyelvű volt.
1900-ban 524 lakosából 13 magyar, 284 német és 227 szlovák anyanyelvű volt.
1910-ben 620 lakosából 27 magyar, 241 német és 347 szlovák anyanyelvű volt.
1921-ben 680 lakosából 1 magyar, 7 zsidó, 227 német és 443 csehszlovák volt.
1930-ban 640 lakosából 1 magyar, 205 német és 433 csehszlovák volt, ebből 633 római katolikus, 6 izraelita és 1 más felekezetű.
1991-ben 402 lakosából 1 magyar és 393 szlovák volt.
2001-ben 394 lakosából 382 szlovák volt.
2011-ben 383 lakosából 5 német és 359 szlovák.

## Nevezetességei
- A Kisboldogasszony tiszteletére szentelt római katolikus temploma 1796-ban épült klasszicista stílusban, a korábbi reneszánsz templom helyén.
- 2005-ben a faluban emlékkeresztet állítottak az egykori német lakosok emlékére.

## Neves személyek
- Itt született 1800-ban Kruplanicz Simon prímási uradalmi igazgató, esztergomi táblabíró (1839), Esztergom vármegye országgyűlési követe[5]
- Itt született 1826-ban Gyurikovits Mátyás nyitrai kanonok, címzetes apát.
- Itt született 1842-ben Splényi Ödön Ferenc rendőrtanácsos, Blaha Lujza harmadik férje.